# Maria Grazia Cucinotta
Maria Grazia Cucinotta (Messina, 27 luglio 1968) è un'attrice, produttrice cinematografica ed ex modella italiana.
È conosciuta internazionalmente per la sua partecipazione, accanto a Massimo Troisi, al film italiano Il postino e per essere comparsa nel film della serie 007 Il mondo non basta. Negli Stati Uniti è nota anche per le sue esperienze come produttrice (ad esempio in All the Invisible Children e Last Minute Marocco).

## Biografia

Leonardo Pieraccioni e Maria Grazia Cucinotta ne I laureati (1995)

Dopo essersi diplomata in analisi contabile, si trasferisce a Brescia, dove vive esperienze nel campo della moda. Nel 1987 partecipa al concorso di Miss Italia, venendo poi scelta da Renzo Arbore, come valletta, per il programma Indietro tutta!; ha ricoperto lo stesso ruolo anche nell'estate 1992 per la trasmissione di Canale 5 Il TG delle vacanze, al fianco di Zuzzurro e Gaspare. Nel 1989 è scelta per interpretare la protagonista femminile nel videoclip della canzone Diamante, accanto a Zucchero Fornaciari e, nello stesso anno partecipa come inviata al fianco di Valerio Merola per i collegamenti dalle sale Totip del Festival di Sanremo 1989. Nel 1990 esordisce nel film Vacanze di Natale '90 (1990), mentre nel 1993 recita in Alto rischio, Cominciò tutto per caso e Abbronzatissimi 2 - Un anno dopo.
Nel 1994 viene scelta da Massimo Troisi come partner nel suo film Il postino, che la lancia non solo in Italia ma in tutto il mondo. Nel 1995 interpreta I laureati di Leonardo Pieraccioni e il film horror spagnolo Il giorno della bestia di Álex de la Iglesia nel ruolo della fidanzata del giornalista. Nel 1996 ritorna nelle sale con Il sindaco di Ugo Fabrizio Giordani e Italiani di Maurizio Ponzi, nel doppio ruolo di madre e figlia. Recita inoltre nel film-TV Padre papà. Nel 1997 interpreta la fiction Il quarto re, di Stefano Reali, girato in Tunisia con Raoul Bova, mentre nel cinema è protagonista del film Camere da letto, con Diego Abatantuono, Ricky Tognazzi e Simona Izzo (che è anche la regista del film). È anche protagonista della serie Avvocato Porta di Franco Giraldi con Gigi Proietti. Sempre nel 1997 posa per un calendario per Panorama.
Nel 1998 è protagonista della commedia La seconda moglie, regia di Ugo Chiti e della commedia Los Angeles - Cannes solo andata di Guy Greville-Morris. Inoltre, insieme a Michelle Hunziker e Nathalie Caldonazzo, affianca Pippo Baudo nel programma La festa del disco su Canale 5. Nel 1999 è protagonista in un episodio della serie I Soprano e fa anche una partecipazione nel film Il mondo non basta, regia di Michael Apted: per questo film, era stata scelta per il ruolo principale (Elektra), ma fu scartata perché non parlava sufficientemente bene l'inglese.
 Nel 2000 partecipa al film Ho solo fatto a pezzi mia moglie con Woody Allen e Sharon Stone e l'anno seguente è la volta di Stregati dalla luna: in seguito inizia a recitare nel piccolo schermo nei film In punta di cuore, Maria Maddalena (con Giuliana De Sio e Ambra Angiolini) e Il bello delle donne 2 (con Stefania Sandrelli).

Nel 2005 inizia l'attività di produttrice cinematografica con il film corale All the Invisible Children, diretto a più mani da registi come Emir Kusturica, Spike Lee, Ridley Scott e John Woo. Nel 2006 recita nella miniserie televisiva Pompei, andata a marzo dello stesso anno su Rai 1 per la regia di Giulio Base. Nel 2007 prende parte al film Sweet Sweet Marja. Ha avuto anche esperienze come doppiatrice per il cartone animato I Simpson, nonché nel 2006 per film come Felix il coniglietto e la macchina del tempo di Giuseppe Laganà. Del film Last Minute Marocco, uscito nel 2007 per la regia di Francesco Falaschi, Cucinotta è stata produttrice e attrice non protagonista. Nel 2009, viene scelta quale madrina per il Festival del cinema di Venezia.

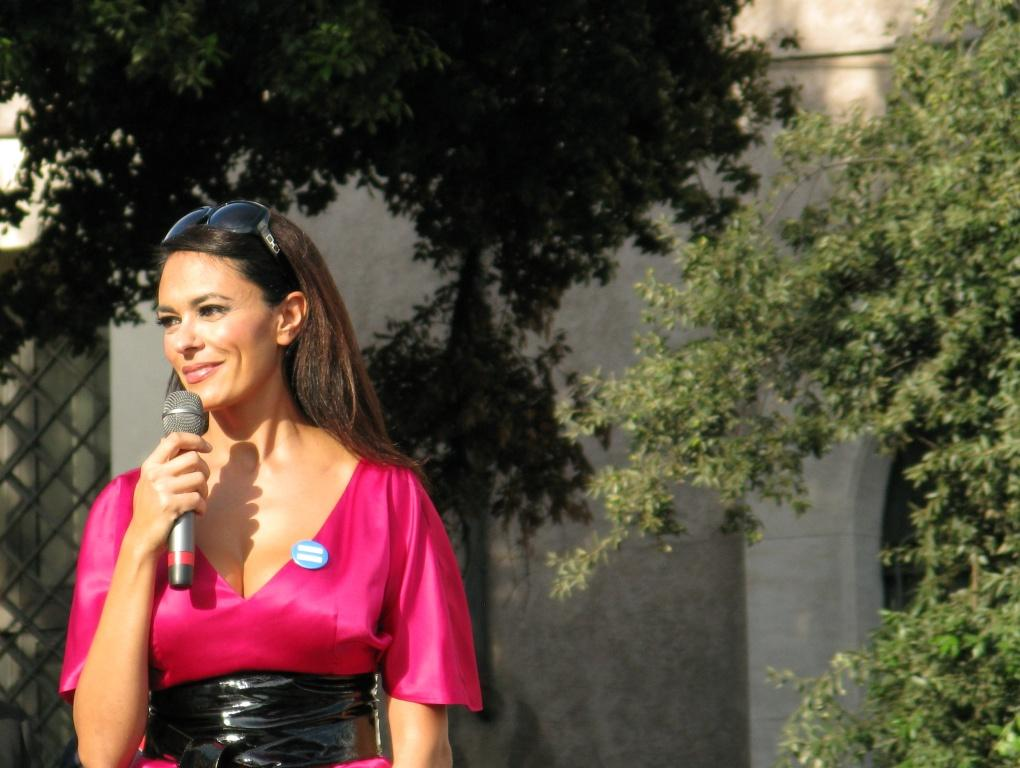
Maria Grazia Cucinotta alla manifestazione "Uguali" (Roma, 10 ottobre 2009)

Nell'agosto 2009 vince il "Premio Maratea per il Cinema" nel Festival "Incontro fra le arti" a cura dell'associazioni Le Tre Torri. Sempre nel 2009 partecipa come guest-star in alcuni episodi della sit-com Così fan tutte, in onda su Italia 1, con Alessia Marcuzzi e Debora Villa. Nel 2010 continua il suo rapporto con il cinema statunitense interpretando un ruolo nel film intitolato Il rito e le viene attribuito il Premio America della Fondazione Italia USA. Sempre nel 2010 esce L'imbroglio nel lenzuolo, dove lei oltre che attrice, accanto ad Anne Parillaud e Geraldine Chaplin, è anche sceneggiatrice e produttrice.
Nel 2011 debutta come regista con il cortometraggio Il maestro presentato in concorso alla 68ª Mostra internazionale d'arte cinematografica nella sezione Controcampo Italiano. Il corto è stato poi trasmesso dal canale satellitare di SKY Italia DIVA Universal. Nel 2012 è la protagonista della pellicola italiana La moglie del sarto per la regia di Massimo Scaglione. Nel 2015 è nel cast del film Babbo Natale non viene da Nord. Il 7 maggio 2019, ha aperto la Onlus Vite senza paura, per combattere forme di abuso come il bullismo, la violenza sulle donne, l’emarginazione, sostenendo il progetto Anche io ho denunciato di Sabrina Lembo. Dal 2021 conduce il programma TV L'ingrediente perfetto, su LA7. Nel 2023 partecipa alla canzone e al videoclip di “Insieme” scritta da Raffaele Andrea Viscuso per il progetto sociale dell’Associazione MARIS, Malattie Reumatiche Infantili Sicilia, al fine di dare voce ai bambini e i ragazzi che soffrono di queste patologie.

## Vita privata
È cattolica e devota a sant'Antonio di Padova.

## Filmografia

### Attrice

#### Cinema

Maria Grazia Cucinotta in Camere da letto (1997)

- Viaggio d'amore, regia di Ottavio Fabbri (1990)
- Vacanze di Natale '90, regia di Enrico Oldoini (1990)
- Cominciò tutto per caso, regia di Umberto Marino (1993)
- Abbronzatissimi 2 - Un anno dopo, regia di Bruno Gaburro (1993)
- Alto rischio, regia di Stelvio Massi (1993)
- Il postino, regia di Michael Radford (1994)
- Il giorno della bestia, regia di Álex de la Iglesia (1995)
- I laureati, regia di Leonardo Pieraccioni (1995)
- Italiani, regia di Maurizio Ponzi (1996)
- Il sindaco, regia di Ugo Fabrizio Giordani (1997)
- Camere da letto, regia di Simona Izzo (1997)
- Il decisionista, regia di Mauro Cappelloni (1997)
- A Brooklyn state of mind, regia di Frank Rainone (1998)
- La seconda moglie, regia di Ugo Chiti (1998)
- Los Angeles - Cannes solo andata (Ballad of the Nightingale), regia di Guy Greville-Morris (1999)
- Il mondo non basta (The World Is Not Enough), regia di Michael Apted (1999)
- Ho solo fatto a pezzi mia moglie (Picking Up the Pieces), regia di Alfonso Arau (2000)
- Just One Night, regia di Alan Jacobs (2000)
- Stregati dalla luna, regia di Pino Ammendola e Nicola Pistoia (2001)
- Vaniglia e cioccolato, regia di Ciro Ippolito (2004)
- Mariti in affitto, regia di Ilaria Borrelli (2004)
- Miracolo a Palermo!, regia di Beppe Cino (2005)
- All the Invisible Children, registi vari (2005)
- Uranya, regia di Costas Kapakas (2006)
- Last Minute Marocco, regia di Francesco Falaschi (2007)
- Sweet Sweet Marja, regia di Angelo Frezza (2007)
- Io non ci casco, regia di Pasquale Falcone (2008)
- Viola di mare, regia di Donatella Maiorca (2009)
- Fly Light, regia di Roberto Lippolis (2009)
- L'imbroglio nel lenzuolo, regia di Alfonso Arau (2010)
- The Museum of Wonders, regia di Domiziano Cristopharo (2010)
- La bella società, regia di Gian Paolo Cugno (2010)
- Dopo quella notte, regia di Giovanni Galletta (2010)
- Un giorno della vita, regia di Giuseppe Papasso (2011)
- Il rito (The Rite), regia di Mikael Håfström (2011)
- Transgression, regia di Enric Alberich (2011)
- Teresa Manganiello - Sui passi dell'amore, regia di Pino Tordiglione (2012)
- La moglie del sarto, regia di Massimo Scaglione (2014)
- Maldamore, regia di Angelo Longoni (2014)
- Nomi e cognomi, regia di Sebastiano Rizzo (2015)
- Magic Card, regia di Kwok-Man Keung (2015)
- Babbo Natale non viene da Nord, regia di Maurizio Casagrande (2015)
- C'è sempre un perché, regia di Dario Baldi (2016)
- Into the Rainbow, regia di Norman Stone e Gary Wing-Lun Mak (2017)
- Le verità, regia di Giuseppe Alessio Nuzzo (2017)
- L'ombra del lupo, regia di Alberto Gelpi (2018)
- Tutto liscio, regia di Igor Maltagliati (2019)
- Forse è solo mal di mare, regia di Simona De Simone (2019)
- Il gatto e la luna, regia di Roberto Lippolis (2019)
- American Night, regia di Alessio Della Valle (2021)
- Gli anni belli, regia di Lorenzo d'Amico de Carvalho (2021)
- Il mio amico Massimo, regia di Alessandro Bencivenga – docufilm (2022)
- Goffredo e l'Italia chiamò, regia di Angelo Antonucci (2023)
- Gli immortali, regia di Anne Riitta Ciccone (2023)
- Il meglio di te, regia di Fabrizio Maria Cortese (2023)
- Global Harmony, regia di Fabio Massa (2024)
- Poveri noi, regia di Fabrizio Maria Cortese (2025)

#### Televisione
- Andy & Norman, regia di Gianfrancesco Lazotti – sitcom (1991-1992)
- Piazza di Spagna, regia di Florestano Vancini – miniserie TV (1992)
- Il coraggio di Anna – miniserie TV (1992)
- La signora della città – film TV (1996)
- Padre papà – miniserie TV (1996)
- Salomone – miniserie TV (1997)
- Il quarto re – film TV (1997)
- In punta di cuore – film TV (1998)
- I Soprano (The Sopranos) – serie TV, episodio 1x12 (1999)
- L'avvocato Porta - Le nuove storie – serie TV (2000)
- Maria Maddalena, regia di Raffaele Mertes – film TV (2000)
- Il bello delle donne – serie TV, 4 episodi (2002)
- Marcinelle – miniserie TV (2003)
- Pompei – miniserie TV (2006)
- VIP – film TV (2008)
- Taglia & cuci – sitcom (2008)
- Così fan tutte – serie TV (2009)
- La bella destata – serie TV (2022)

#### Cortometraggi
- La tana del bianconiglio, regia di Linda Parente (2012)

#### Documentari
- I siciliani, regia di Francesco Lama (2016)

### Produttrice
- All the Invisible Children (2005)
- Last Minute Marocco (2007)
- Io non ci casco (2008)
- Viola di mare (2009)
- L'imbroglio nel lenzuolo (2010)
- Tulpa - Perdizioni mortali (2012)
- Un Amor de Película (2012)
- Maldamore (2013)
- Babbo Natale non viene da Nord (2015)

### Regista
- Il maestro – cortometraggio (2011)
- Il compleanno di Alice – cortometraggio (2017)

## Teatro
- Salotto italiano, regia di Settimio Colangelo (2017)
- Figlie di Eva, di Michela Andreozzi, Vincenzo Alfieri e Grazia Giardiello, regia di Massimiliano Vado (2019)

## Spot TV
- Bonu è, regia di Francesco Di Mauro (2023)

## Programmi televisivi
- Miss Italia 1987 – concorrente (Canale 5, 1987)
- Indietro tutta! – valletta (Rai 2, 1987)
- Cocco – valletta (Rai 2, 1988)
- C'era questo c'era quello (Telemontecarlo, 1990) – valletta
- Il TG delle vacanze – valletta (Canale 5, 1992)
- Vota la voce – co-conduttrice (Canale 5, 1998)
- La festa del disco – co-conduttrice (Canale 5, 1998)
- Palermo - La notte della moda – co-conduttrice (Canale 5, 2000)
- Premio Campiello (Rai 1, 2009)
- Punto su di te! – programma televisivo (Rai 1, 2012)
- Altrimenti ci arrabbiamo - programma televisivo (Rai 1, 2013)
- Celebrity MasterChef Italia – Cooking show (Sky Uno, 2017) - concorrente
- Miss Italia (LA7, 2018) – giurata
- L'ingrediente perfetto (LA7, dal 2021) – conduttrice
- Name That Tune - Indovina la canzone (TV8, 2022) - concorrente
- Vinci una casa in Sicilia (HGTV, 2024) - conduttrice

## Doppiaggio
- Francesca ne I Simpson, episodio 17x08 (sia in originale che in italiano)
- Regina Tara in Epic - Il mondo segreto
- Madre di Sophie in Felix - Il coniglietto giramondo, Felix - Il coniglietto e la macchina del tempo
- Martha Wayne in Batman - Un'autopsia, (Spotify, 2022)

## Videoclip
- Diamante di Zucchero Fornaciari (1989)
- Malecon di Marcella Bella (2011)
- Una notte a Napoli di Cristiano Malgioglio (2014)
- Non voglio andare via di Giuni Russo (2017)
- Barcollo di Ferdinando Riontino (2017)
- Insieme di Raffaele Andrea Viscuso per Maris' Chorus (2023)

## Doppiatrici italiane
- Simona Izzo in Vacanze di Natale '90